# Baseball Riccione
Il Riccione Baseball è una società italiana di baseball con sede a Riccione.

## Storia
Fondata nel 1972, la società nacque come realtà provinciale accanto alle varie realtà regionali limitrofe quali Castenaso, Pesaro, San Marino, Ravenna. Partita dalla Serie D, riuscì ad accedere alla Serie B nel 1983 dopo il successo nello spareggio-promozione con il Chiarbola Trieste. Nel 1993, nonostante la stagione precedente si fosse chiusa con una sconfitta nello spareggio promozione contro Anzio, la squadra venne ripescata e poté disputare il suo primo campionato di Serie A2, stagione seguita da un'ulteriore apparizione nella medesima categoria l'anno successivo. Per motivi economici, la dirigenza preferì ripartire dalla Serie C1 1995, riuscendo poi a riconquistare la A2 sul campo con due promozioni ottenute nel giro di tre anni.
Dal 1998 al 2009 il Riccione militò ininterrottamente nel campionato di Serie A2 fintanto che, in vista della stagione 2010, la società si legò al Rimini Baseball Club in qualità di farm team partecipante alla Italian Baseball League II. Essa era una lega che prevedeva il cosiddetto sistema a franchigie: ciascuna squadra militante in IBL1 (in questo caso Rimini) schierava infatti una squadra satellite in IBL2 (il Riccione). Nell'edizione 2010 i riccionesi si classificarono primi in regular season ma persero in finale contro il Nettuno 2, mentre nel 2011 arrivò la conquista del titolo di campioni di IBL2 grazie al successo nella serie finale contro Castenaso, farm team della Fortitudo Bologna.
A seguito di un accordo di franchigia, il Rimini Riviera prese il posto del Riccione in IBL2 nelle edizioni 2012 e 2013 (le quali furono le ultime due della competizione prima della sua abolizione). In quelle due stagioni, il baseball riccionese non ebbe alcuna squadra iscritta a campionati senior della FIBS, in compenso ai nastri di partenza dell'annata 2014 ci furono i Delfini Riccione in Serie B e il BC Riccione 2012 in Serie C.